# Арен (Албанија)
Арен је село у округу Кукес, на сјевероистоку Албаније. Дио је Тедрине у области Љума.
Иван Јастребов је записао да у селу Арен (на карти Арња као посебан предио), имају двије цјелине: Мекшане и Домс. Занимљивост села је била једна пећина коју су му сељани показивали. Налазила се у махали Сумај у једној стијени (гурикуч) која се налази између планине Зеп и Кумуле, гдје се наводно скривао Скендербег од турске војске која се налазила у Речи и, будући опкољен са свих страна, није се могао другачије ослободити оданде него војном лукавошћу. Натоваривши свог магарца јечмом, пустио га је низ стијење, а Турци су мислили да је у вреама све његово благо па су кидисали на њих, док је Скендербег искористио час и заметнуо траг преко планине Зеп скаривши се у Мирдитију.